# 聯邦調查局警察
美國聯邦調查局警察（英語：Federal Bureau of Investigation Police, FPU）是聯邦調查局的下級機關，主要任務為保護聯邦調查局的設施、財產、人員、雇員、訪客等的安全，並可執行獲授權的法律與行政規則。

## 管轄範圍
聯邦調查局警察在下列機構或地點內執法時，擁有全權防治、逮捕、執行與調查的權限：
- 約翰·埃德加·胡佛大樓（聯邦調查局總部）
- 位於維吉尼亞州匡提科的聯邦調查局學院
- 位於維吉尼亞州匡提科的聯邦調查局實驗室
- 位於紐約市曼哈頓下城的行動辦公室
- 位於西維吉尼亞州克拉克斯堡的聯邦調查局犯罪司法資料勤務處

## 專門業務
約有240名的聯邦調查局警察被歸類為專業人員，其中依專長不同分為情報分析師、語言專業人員、科學家、資訊科技專業人員與其他專業技術人員。

## 訴訟
2007年8月2日，約100名聯邦調查局警官向美國聯邦索賠法院提起訴訟，求為判決命聯邦調查局支付約100萬元的積欠薪資。原告於訴訟聲明中表示聯邦調查局並未遵守聯邦調查局改革法案中的2002年法規；該法規要求聯邦調查局警察的薪資俸給需比照美國特勤局的同官等人員。全案仍在審理中。

## 圖集

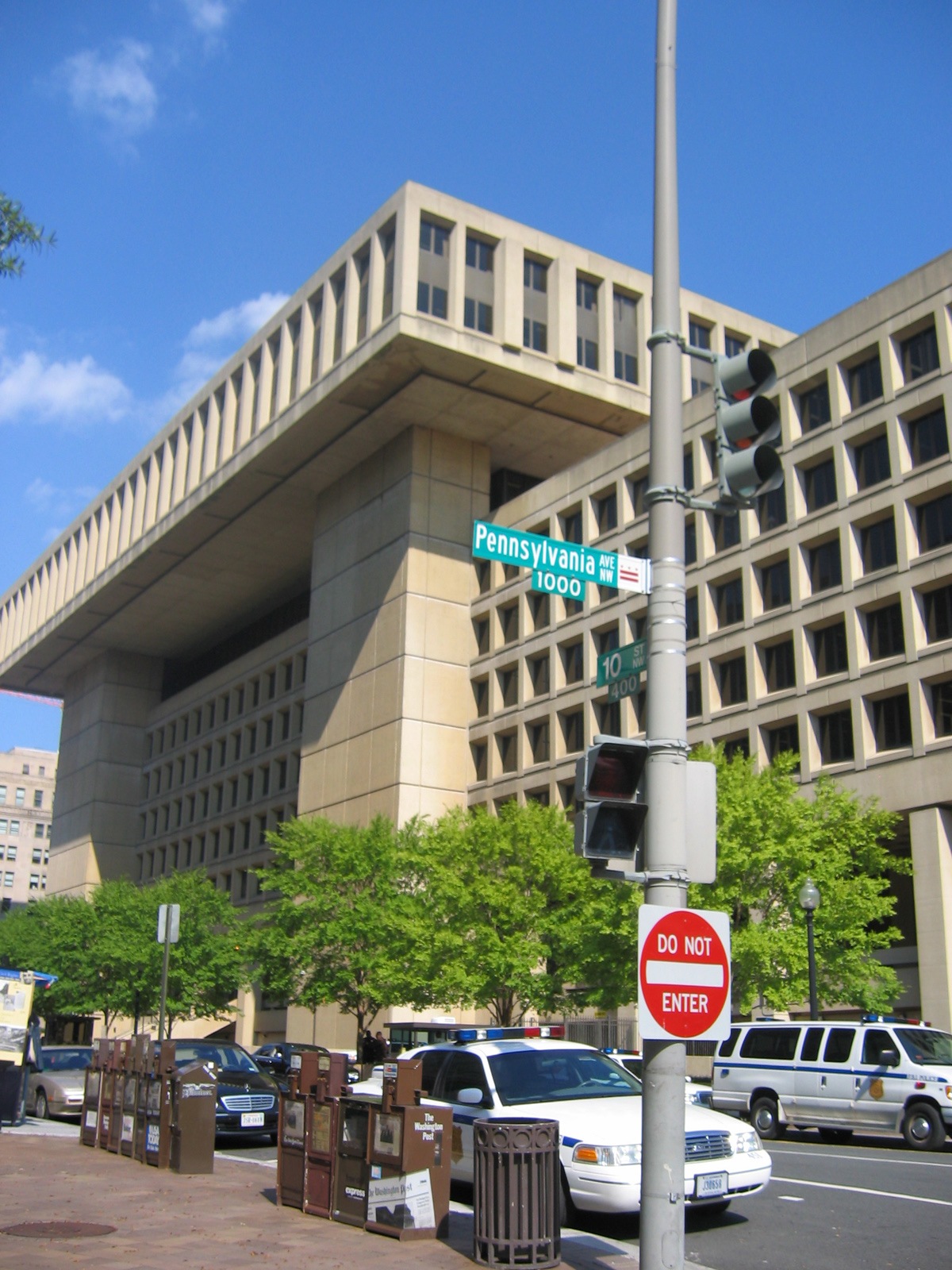
停放於約翰·埃德加·胡佛大樓前的聯邦調查局警車
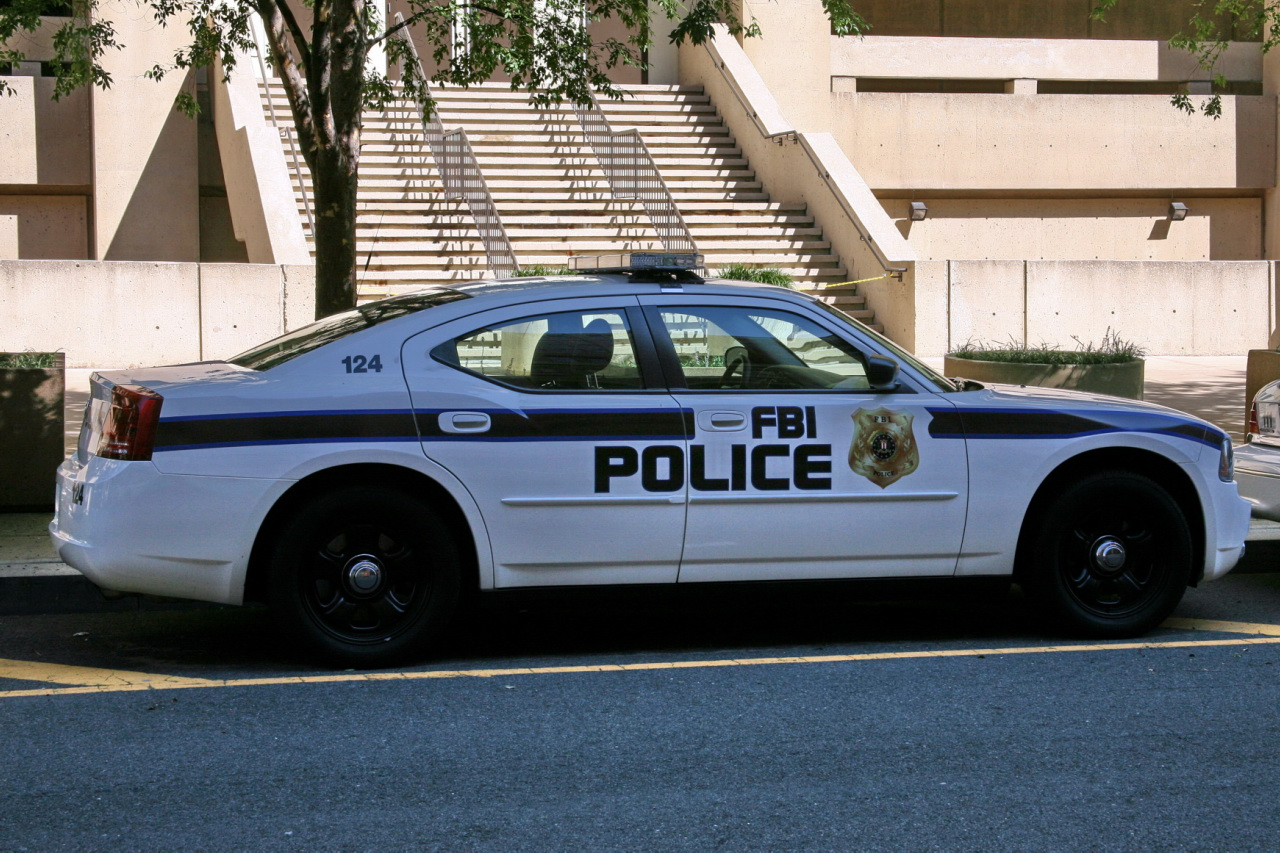
聯邦調查局警察的Dodge Charger
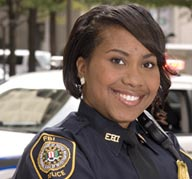
一位聯邦調查局警察警官